# Lasiarrhenum
- Commons
- Wikispecies

 Lasiarrhenum é um gênero de plantas pertencente à família Boraginaceae.

## Espécies
- Lasiarrhenum confundum
- Lasiarrhenum pinetorum
- Lasiarrhenum trinervium